# Église de la Trinité de Bezvodnoïe
L'église de la Trinité (Церковь Троицы Живоначальной) est l'église orthodoxe du village de Bezvodnoïe en Russie dans le raïon de Kstovo de l'oblast de Nijni Novgorod. Elle dépend de l'éparchie de Nijni Novgorod de l'Église orthodoxe russe. Elle est inscrite au patrimoine architectural d'importance régionale.

## Description
Cette église de briques à trois autels est consacrée à la Trinité. Ses autels secondaires sont consacrés à l'Intercession de la Vierge (droit) et à saint Nicolas (gauche). La paroisse dessert le village de Bezvodnoïe et les petits villages de Mikhatchikovo et Karabatovo.

## Histoire

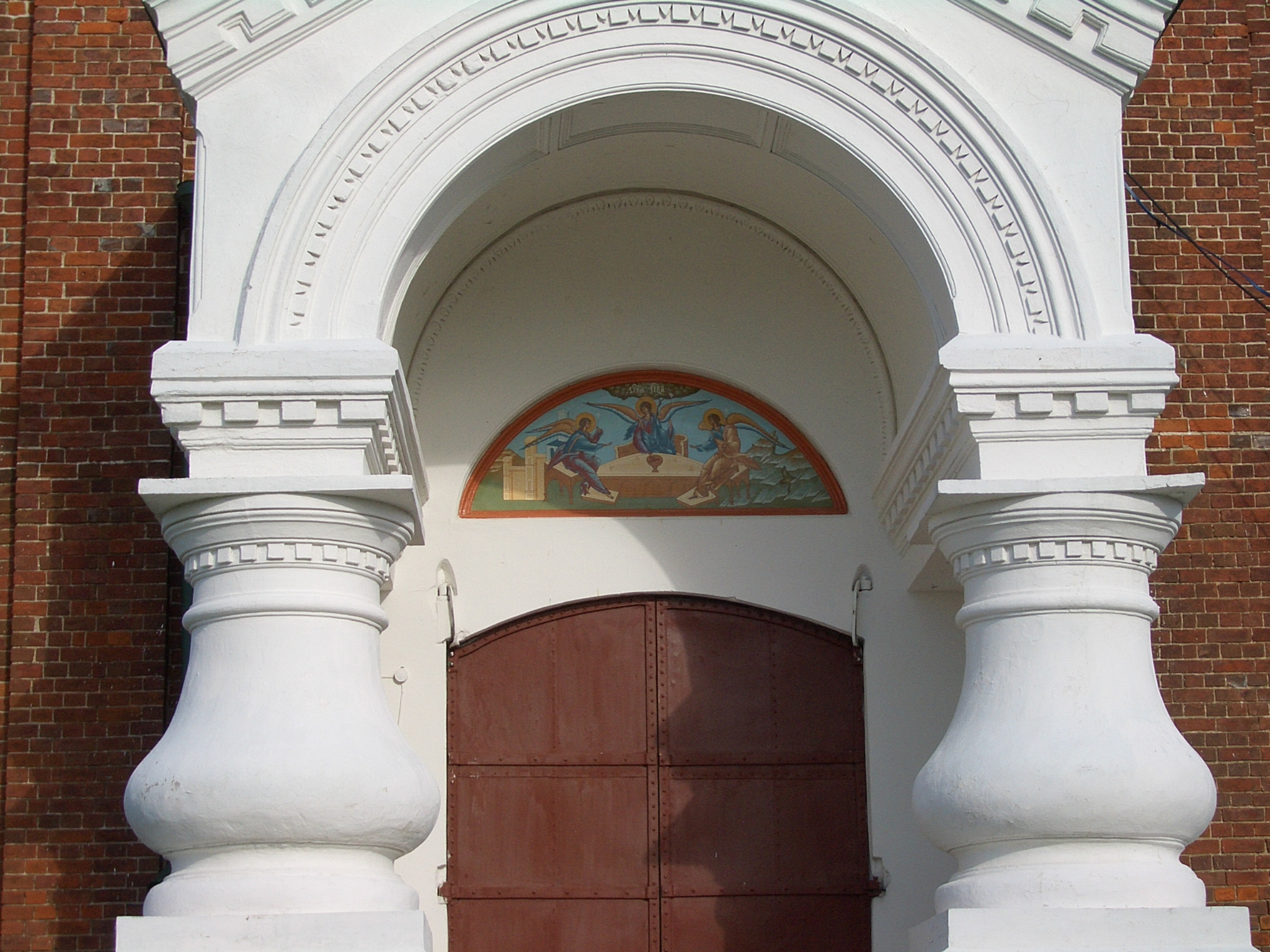
Détail du portail.

L'église est construite au début des années 1890 sur les dons des habitants. Elle est consacrée en 1894 par l'évêque de Nijni Novgorod, Vladimir (Nikolski). En 1937, les autorités communistes locales ferment l'église. Elle sert de hangar à grain et garage d'engins agricoles,.
L'église est rendue à la communauté orthodoxe en 1988 et le culte revient en 1989. Le 6 février 1993, l'autel principal est consacré par le métropolite de Nijni Novgorod, Nicolas (Koutepov) et ensuite l'école du dimanche est ouverte pour la catéchisation des enfants.